# Dejobaan Games
Dejobaan Games — приватна компанія, розробник комп'ютерних ігор, розташована в Массачусетсі.  Слоган компанії:"Поставляємо вам якісні відеоігри понад 75 років"; при цьому компанія була заснована у 1999 році. Початково Dejobaan Games розробляла свої проєкти, в основному, для мобільних пристроїв, але зараз її обхват платформ розширився. Остання розроблена компанією гра — AaaaaAAaaaAAAaaAAAAaAAAAA!!! - A Reckless Disregard for Gravity (укр. Нехтування гравітацією).

## Розроблені ігри
| Гра                                                        | Дата | Платформи                                      |
| ---------------------------------------------------------- | ---- | ---------------------------------------------- |
| MarbleZone                                                 | 1999 | Microsoft Windows                              |
| BlockHopper                                                | 2000 | PalmOS і PocketPC                              |
| QuadBlast                                                  | 2001 | PalmOS                                         |
| MixMatch                                                   | 2001 | PalmOS                                         |
| BrainForge                                                 | 2001 | PalmOS                                         |
| TapDown                                                    | 2001 | PalmOS і PocketPC                              |
| BeBop                                                      | 2002 | PalmOS                                         |
| BrainBop                                                   | 2004 | PalmOS                                         |
| Inago Rage                                                 | 2005 | Windows                                        |
| Epidemic Groove                                            | 2005 | Windows                                        |
| TapDown Two                                                | 2006 | Windows                                        |
| Klectit                                                    | 2007 | Windows (Видавець — Novint Technologies, Inc.) |
| The Wonderful End of the World                             | 2008 | Windows (Видавець — Valve Corporation)         |
| Galaxy Rage                                                | 2009 | Windows                                        |
| Aaaaa! - A Reckless Disregard for Gravity                  | 2009 | Windows (Видавець — Valve Corporation)         |
| 1... 2... 3... KICK IT! (Drop That Beat Like an Ugly Baby) | 2011 | Windows (Видавець — Valve Corporation)         |

## Нагороди
Мобільна гра Bebop виграла номінацію «PDArcade 2002 Simulation of the Year» (Симулятор року 2002) у серії нагород Geek.com Pick award від Geek.com.